# Miguel García (anarquista)
Miguel García García (Barcelona, 1908-1981) fue un anarquista español activista, falsificador y escritor, fue un prisionero político durante el régimen de Francisco Franco. 

## Biografía
Nace en Barcelona, se inicia laboralmente vendiendo periódicos y luego en una imprenta. Fue miembro de la CNT, la organización anarquista más grande de España y una de las organizaciones sindicales más grandes de la época.
Luchó en las milicias confederales y luego en el ejército de la Segunda República Española durante la guerra civil española, siendo aprisionado durante el fin de la guerra. Durante la Segunda Guerra Mundial, fue parte de una red de resistencia que se encargaba de ocultar judíos, así como también de ayudar a aviadores aliados y luchadores de la resistencia para llevarlos de Francia hasta España. Su especialidad era la falsificación, habiendo trabajado en una imprenta; incluso llegó a recibir entrenamiento por parte del servicio secreto británico.
Tras 1945 volvió a hacerse parte de la resistencia contra el régimen franquista y se hace parte de las guerrillas antifranquistas organizadas por Francesc Sabaté. Fue arrestado en 1949 y condenado a muerte. Durante 1952 su sentencia fue conmutada por 20 años de prisión.
En 1969 fue liberado gracias, en parte, a las gestiones realizadas por la Cruz Negra Anarquista. Luego de su liberación fue invitado a Londres por el anarquista escocés Stuart Christie a quien había conocido en prisión. Se dedicó a trabajar con Chrisitie y Albert Meltzer en la Cruz Negra Anarquista apoyando a los prisioneros políticos españoles. Como parte de esta labor, fue uno de los fundadores del Centro Ibérico de Londres, que después se convirtió en un centro social autogestionado influyente en la escena anarcopunk.
Escribió varios artículos y panfletos en contra del régimen de Franco. En 1972 se publica su autobiografía El Prisionero de Franco donde recuerda sus experiencias en la resistencia española y sus años de prisión.
Miguel García fue una figura importante dentro del anarquismo del siglo XX, no solo por su rol en la resistencia anarquista española, sino que también por inspirar y motivar a una nueva generación de activistas.